# Regina Apostolorum (titre cardinalice)
Le titre cardinalice de Regina Apostolorum est institué le 5 février 1965 par le pape Paul VI dans la constitution apostolique Urbis.
Le titre cardinalice est attribué à un cardinal-prêtre et rattaché à la Basilique Santa Maria Regina degli Apostoli alla Montagnola.

## Titulaires
- Ermenegildo Florit (1965-1985)
- Giuseppe Maria Sensi (1987-2001)
- Virgilio Noè (2002-2011)
- John Tong Hon (2012- )

## Sources
- (it) Cet article est partiellement ou en totalité issu de l’article de Wikipédia en italien intitulé « Regina Apostolorum (titolo cardinalizio) » (voir la liste des auteurs).